# 3. Flak-Division
A 3. Flak-Division (em português: Terceira Divisão Antiaérea) foi uma divisão de defesa antiaérea da Luftwaffe durante a Alemanha Nazi, que prestou serviço na Segunda Guerra Mundial. Foi formada a partir do Luftverteidigungskommando 3.

## Comandantes[2]
- Theodor Spiess - (1 de setembro de 1941 - 30 de julho de 1942)
- Walter von Hippel - (1 de julho de 1942 - 19 de abril de 1944)
- Alwin Wolz - (1 de maio de 1944 - 1 de abril de 1945)
- Otto Stange - (2 de abril de 1945 - 8 de maio de 1945)

Chefe de Operações
- Helmut Kampradt - (Outubro de 1942 - junho 1943)
- Stross - (Julho de 1943 - julho 1944)
- Helmut Bode - (3 de agosto de 1944 - outubro de 1944)
- Artur Zabel - (17 de outubro de 1944 - Maio de 1945)